# V когорта астуров
V когорта астуров (лат. Cohors V Asturum) — вспомогательное подразделение армии Древнего Рима, относящаяся к типу Cohors quingenaria peditata.
Данное подразделение было набрано среди жителей испанской области Астурия. Когорта дислоцировалась в Германии и, возможно, была уничтожена в ходе Батавского восстания или расформировано вместе с I Германским легионом, поскольку нет доказательств дальнейшего существования когорты после указанного периода. На это может указывать одна из надписей, сообщающей о переводе солдата когорты Гая Аврелия Вегета в I Италийский легион.
Возможно, базы когорты располагались в Бонне и на перевале Большой Сен-Бернар.